# Dialetto alvernese
Il dialetto alvernese o alverniate (nome nativo auvernhat, in francese auvergnat) è un dialetto della lingua occitana parlato nella maggior parte dell'Alvernia, nella sezione centrale della Francia, ovvero una parte del Massiccio Centrale. Per alcuni linguisti e ricercatori potrebbe essere un linguaggio separato.
Il dialetto ha assunto notorietà internazionale attraverso le composizioni folk di Joseph Canteloube.
Il dialetto viene collocato tra i dialetti del gruppo nord occitano, insieme al limosino e al vivaro-alpino.
Si distinguono due sottodialetti dell'alvernese:
- Alvernese settentrionale, o bas-auvernhat
- Alvernese meridionale, o haut-auvergnat

La definizione di « lingua d'Alvernia » era peraltro utilizzata nel Medioevo, dall'università di Parigi, per designare gli scolari; dall'Ordine del Tempio, poi di Malta per raggruppare i cavalieri del nord e dell'est del Massiccio centrale.

## Classificazione
L'alverniate è un dialetto dell'occitano classificato nell'insieme occitanico settentrionale: in effetti condivide con il limosino e il vivaro-alpino parecchie caratteristiche, tra cui la palatalizzazione di ca/ga in cha/ja. Alcuni linguisti includono l'alveniate in un gruppo dialettale alverno-limosino in comune con il limosino.
Esiste nell'Alvernia una corrente regionalista, intorno al Cercle Terre d'Auvergne, che difende la tesi in base alla quale l'alverniate sarebbe una lingua a sé stante, fortemente differenziata dall'occitano. Tale corrente ha sviluppato una specifica ortografia, la cosiddetta norma bonnaudiana.

## Estensione e variazione interna

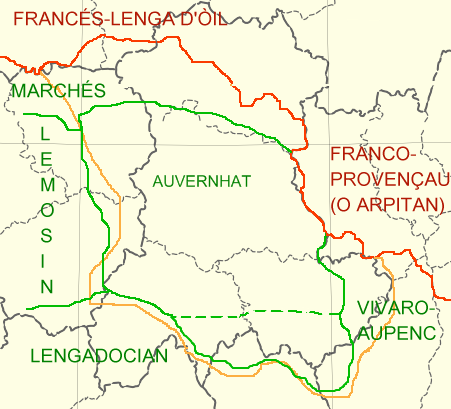
Delimitazioni dell'alverniate.
Secondo P. Bonnaud, tra linee rosse e arancioni.
Secondo R. Teulat, tra linee rosse e verdi (comprese quelle tratteggiate).
Secondo J. Roux, estensione a Sud fino alla linea verde continua.

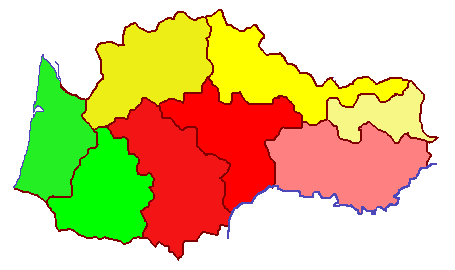
Variazione dialettrometrica dell'occitano secondo Hans Goebl : l'alverniate viene associato a una parte del vivaro-alpino (parte in giallo vivo al nord e a nord-est del dominio)

I confini dell'alverniate non coincidono con quelli dell'attuale regione d'Alvernia, né con quelli della tradizionale provincia d'Alvernia. Se la frontiera linguistica con le parlate d'oïl a Nord, e il francoprovenzale, a Est, è stata chiaramente delimitata, quella con gli altri dialetti o variazioni del diasistema occitano varia a seconda degli autori:
- Jules Ronjat[17] raggruppa l'alverniate con il limosino (seguito in questo dominio da Jacques Allières[18]), ritagliando immediatamente questo insieme in tre sottogruppi: basso alverniate, alto alverniate e limosino. Questo raggruppamento tra alverniate e limosino può essere discutibile, in modo particolare in termini di dialettrometria : gli studi di Hans Goebl separano nettamente il limosino da un insieme raggruppando l'alverniate e una parte del vivaro-alpino[19].
- Roger Teulat[20] insiste sul fatto che la denominazione alverniate alimenta la confusione con il nome dell'antica provincia, e tenta di definire un “occitano del centro-nord” secondo le isoglosse (zone 1 e 2 sulla carta).
- Pierre Bonnaud si basa sulla geografia (toponomastica, confini amministrativi) per definire uno spazio alverniate ben più esteso (linea arancione sulla carta)[21]. Egli ha suggerito particolarmente la nozione di “croissant alla rovescia”[22] per includere nell'alverniate, similmente alle parlate del Croissant del Burbonese, un insieme di dialetti generalmente classificati nel linguadociano (essenziale del gevaudanese)[8][23] malgrado la loro posizione a nord dell'isoglossa ca~cha. Egli annette anche all'alverniate il vivaro-alpino parlato nella regione d'Yssingeaux (Alta-Loira) e la regione limitrofa della Loira (altopiano di St Bonnet). Dopo aver presentato l'alverniate come un mosaico di dialetti[24], li divide, nelle sue ultime pubblicazioni[25], in tre sotto-dialetti : alverniate del nord, del centro e del sud.
- Jean Roux[26][27] da parte sua ritorna sulla bipartizione tra basso e alto alverniate. La sua delimitazione, che è la stessa di Étienne Coudert[28], riprende quella di R. Teulat estendendola verso sud (zone 1, 2 e 2a della cartina).
- Fa anche discutere la delimitazione con il limosino. Mentre la maggior parte delle pubblicazioni includono nell'alverniate un terzo del sud-est della Creuse[29], la regionalizzazione spinge i movimenti per il rinascimento del Limosino a includere tutto il dipartimento sotto la denominazione di limosino[30].

Vi è dunque consenso sull'inclusione nell'alverniate delle zone seguenti :
- tutto il dipartimento del Puy-de-Dôme ;
- una parte del dipartimento del Cantal : nel grosso distretto di Saint-Flour e Murat, la valle di Cheylade, le planèzes
- la maggior parte dell'Alta-Loira
- i comuni di Noirétable e La Chamba, à ovest del dipartimento della Loira ;
- il nord-ovest del dipartimento dell'Ardèche.

La maggioranza dei linguisti vi aggiungono :
- un terzo del sud-est del dipartimento della Creuse
- il nord-est della Corrèze (Ussel, Bort-les-Orgues)
- una frangia settentrionale della Lozère

Pierre Bonnaud include anche nell'alverniate :
- una parte più grande della Lozère e dell'Ardèche
- l'Yssingelais (Alta-Loira)
- la regione di Saint Bonnet (Loira)
- Vi vede inoltre anche un prolungamento dell'alverniate nel Croissant.

L'attuale regione d'Alvernia è dunque interamente di lingua d'oc, salvo il nord dell'Allier che è di lingua d'oïl.

### Variazione

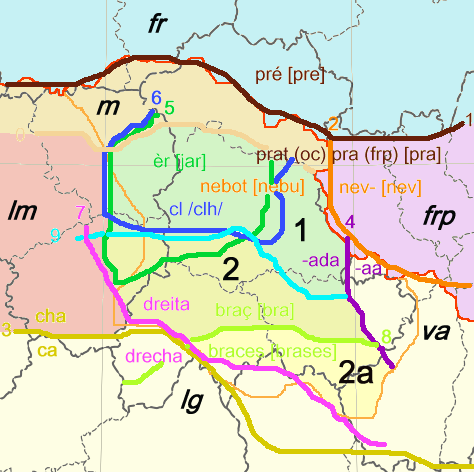
Alcune isoglosse utilizzate per la delimitazione dell'alverniate.
Variazione interna:
1 basso-alverniate
2) medio alverniate secondo Bonnaud
2a) alverniate meridionale secondo Bonnaud
2+2a) alto alverniate
Abbreviazioni:
fr) francese
frp) francoprovenzale
lg) linguadociano
lm) limosino
m) marchois
va) vivaro-alpino

Si distinguono in generale due varietà principali d'alverniate :
- il nord-alverniate (o basso-alverniate) nel Puy-de-Dôme e l'Allier (Burbonese) e l'Alta-Loira al nord di Brioude.

Il sud dell'Allier (Burbonese) costituisce la parte orientale del Croissant, zona interferenziale che ha ricevuto influenze particolarmente forti dal francese. A parte l'accento tonico e la fonetica, i tratti linguistici alverniati vi restano dominanti. Il Croissant ingloba anche la frangia nord del dominio limosino. Vedi anche dialetto burbonese.
- l'alverniate meridionale (o alto-alverniate) nel Cantal, l'Alta-Loira (con una parte dell'Ardèche e quella più grande della Lozère)

Nella sua grammatica, Jules Ronjat insiste sul carattere di transizione, verso il linguadociano (aurillacois) e il limosino (basso-limosino), del dialetto di Pleaux.
Pierre Bonnaud, da parte sua, propone una tripartizione tra alverniate settentrionale, mediano e meridionale.

## Storia
Le tracce di un dialetto celtico, comunemente denominato gallico (gaulois), in epoca romana, sono numerose nella toponomastica del Puy-de-Dôme e del Cantal. Il substrato celtico è pertanto più importante che nel resto dell'Occitania.

## Vitalità e consapevolezza linguistiche
L'UNESCO la classifica come "seriamente in pericolo" nel suo Atlante delle lingue minacciate.
Ci si può fare un'idea del grado di vitalità dell'alverniate in seguito a un sondaggio del 2006, realizzato nella regione Alvernia.
La denominazione più diffusa per l'una o l'altra delle due lingue parlate nella regione di Alvernia è il termine patois (78 % delle persone interpellate) a fianco ai termini più regionalizzati; una certa consapevolezza delle identità culturali emerge attraverso termini come alverniate (10 %), occitano (8 %), borbonese (5 %) o lingua d'oc (4 %).
La lingua regionale, che sia d'oc (nell'insieme della regione d'Alvernia) o d'oïl (a nord dell'Allier), rappresenta una realtà radicata:
- Il 61 % dichiara di comprendere più o meno bene la loro lingua regionale di cui il 22 % facilmente o perfettamente;
- Il 42 % dichiara di saper parlare più o meno bene di cui il 12 % facilmente;
- Il 29 % dichiara di leggerla più o meno bene di cui il 10 % molto facilmente;
- Il 17 % dichiara di scriverla più o meno bene di cui il 4 % facilmente.

Sfortunatamente buona parte della popolazione che comprende o parla un po' o correntemente, non sa leggere né tantomeno scrivere.
La trasmissione della lingua avviene essenzialmente nell'ambito familiare (genitori al 61 %, o ambiente al 50 %) e in minima parte per mezzo della rete istituzionalizzata che è la scuola (10 %). Qui si pone il problema del ruolo dello Stato in quanto il 40 % delle persone che non hanno insegnato la lingua ai loro figli rimpiangono di non averlo fatto. Questo rimpianto è ancora più forte nelle generazioni più giovani (il 58 % con meno di 35 anni). Inoltre, il desiderio di imparare è molto presente ed è più forte negli individui con meno di 35 anni di età (23 %). Il sogno di vedere la lingua proposta a scuola è più forte nei seguenti dipartimenti : Alta-Loira (53 %), Puy-de-Dôme (51 %) e Cantal (74 %). Il desiderio che i propri figli apprendano la lingua è molto forte (41 %) e si rafforza nelle giovani generazioni (il 58 % con meno di 35 anni). Il 71 % degli abitanti della regione, in buona parte al di sotto dei 35 anni (76 %), si dichiara favorevole al mantenimento e allo sviluppo della lingua e della cultura regionali. A tale scopo, essi desiderano che le istituzioni svolgano il loro ruolo:
- France 3 Auvergne dovrebbe proporre trasmissioni in lingua regionale al 54 %;
- la regione (54 %), l'educazione nazionale (43 %), il ministero della cultura (42 %) e i comuni sono visti dagli abitanti dell'Alvernia come gli attori legittimi che hanno il dovere di trasmettere e sviluppare la loro lingua e cultura.

## Ortografie
L'alverniate utilizza diverse grafie:
- La norma classica, sviluppata da Louis Alibert, propone un sistema grafico (ortografia) che si è stato sviluppato prima di tutto per il linguadociano ma che è stato da allora in poi adattato agli altri dialetti dell'occitano. Per l'alverniate, l'adattamento è stato realizzato da Pierre Bonnaud,[35] André Ramel[36] e Roger Teulat[37]. È una grafia che tende all'unitarietà (1 grafema corrisponde a diverse pronunce possibili), non definendo dunque necessariamente tutte le particolarità.
- La norma bonnaudiana (chiamata in modo specifico écriture auvergnate unifiée (EAU) o graphie arverne) è apparsa nel 1973 ed è una rottura volontaria con la norma classica. Il suo principale promotore è Pierre Bonnaud, che dirige il Cercle Terre d'Auvergne. Questo sistema propone una norma esclusivamente centrata sullo spazio alverniate, trascrivendo il più possibile foneticamente la lingua parlata nella sua varietà geografica basandosi su una ortografia ispirata a quella del francese.
- La norma mistraliana è stata adattata all'inizio del XX secolo dall'Escolo Auvernhato. Attualmente è di uso limitato.

## Riviste
La rivista più antica mai apparsa in lingua alverniate è La Cabreta che esce ogni due mesi a Aurillac. Essa mescola la norma classica e la norma felibrista.
Nella bassa Alvernia c'è la Bizà Neirà, molto irregolare nella sua uscita, e in linea di massima in lingua francese. La parte alverniate è basata sulla norma bonnaudiana.
L'altra rivista della Bassa Alvernia è Parlem !, pubblicata dall'Istituto per gli Studi Occitani, basata sulla norma classica. Esce quattro volte l'anno a Thiers.

## Letteratura[4][39]
Nell'Alvernia, il periodo dell'antico occitano è riccamente documentato con trovatori quali Peire d'Alvernhe e numerosi scritti (documenti come quello di Montferrand, testi religiosi, contratti privati).
Dal XIV secolo, le classi dirigenti abbandoneranno l'occitano a vantaggio del francese. Quando nel 1539 l'ordinanza di Villers-Cotterêts stabilisce l'uso del francese come sola lingua ufficiale, esso è già ampiamente utilizzato nella Bassa-Alvernia.
Dopo la fiorente letteratura medievale, l'Alvernia resta esclusa dalla rinascita occitana del XVI secolo.
La letteratura che si sviluppa a partire dal XVII secolo è essenzialmente urbana e religiosa: l'usanza dei canti natalizi (noëls) è al suo culmine, con autori quali François Pezant (seconda metà del XVI secolo) o Régis Cordat, nel Velay. Il canto natalizio più conosciuto è il nadau daus grands jorns (Natale dei Grandi Giorni) del Canonico Laborioso; esso allude al tribunale straordinario che fu istituito a Clermont sotto il regno di Luigi XIV. Ci sono tuttavia anche altri temi, ma tutti in versi: le vendemmie (las vendenhas) di Laborieux l'Aîné, componimenti teatrali di Antoine Clet, del Puy (il Sermone mancato, Monsieur Lambert).
Jean-Baptiste-Claude Abraham (1768-1815) pubblica nel 1799 La grando joyo do père Duchêne de parla un pitit à quo poreis bougreis de paysans soubre la chosa que liur faron diablomin plasai, una traduzione del giornale del Père Duchêne.
All'inizio del XIX secolo, gli autori più conosciuti sono Jules Roy, di Gelles, Charles Antoine Ravel, di Clermont e Jacques Jarsaillon di Aubignat vicino Ambert. Roy è un monarchico che descrive le controversie ideologiche di questo periodo tormentato. Ravel è conosciuto per la sua Lètra d'un poëta d'Auvèrnha au poëta de la Gasconha, inviata a Jasmin, nella quale rivela la sua coscienza di appartenere a una cultura più estesa della sola Alvernia. La traduzione della sua lettera (“lettera patoise di un poeta d'Alvernia a una poeta patois di Guascogna”) riflette la situazione diglossica dell'occitano nel XIX secolo.
Jarsaillon, anche se preceduto da Clet, è un grande autore del teatro alverniate. Sacerdote a Chabreloche (a est del Puy-de-Dôme) ha scritto cinque celebri componimenti, dei quali il più conosciuto è La Claudina.
Tra gli altri autori si possono citare Alexandre Bigay (che canta i coltellinai di Thiers) o Antoine Giband, originario del Velay (l'ivronhassa, gli abitanti del Puy in guerra con quelli di Espaly).
Il Félibrige arriva in Alvernia con Arsène Vermenouze (ma originario della regione dialettale linguadociana di Aurillac), il fondatore dell'“Escòla felibrenca de la Nalta-Auvernha e del Nalt-Miegjorn”. L'autore felibrista più conosciuto è Régis Michalias, con racconti quali Margoton o Aers d'un païsan. Dopo la prima guerra mondiale, appariranno nuovi autori come Henri Gilbert (Chilhac, Alta-Loira) e Benazet Vidal (Pontgibaud). La competizione fra questi due autori fu aspra, ma entrambi lavorarono per introdurre la grafia classica nell'Alvernia.
Gilbert era interessato alla letteratura orale e pubblicherà diverse raccolte di racconti: los Contes de la luneira, la Covisada, los Contaires delh convise. Pubblicherà anche dei racconti filosofici (los Contes de l'ase...)
Vidal ha iniziato con la poesia, nello stile felibrista (Flors de montanha) ma in seguito produrrà romanzi come la Serva, un Amor. Egli fu anche protagonista dell'attività del Félibrige creando la "Escòla de la Limanha".
Nella regione del Velay, Boudon-Lashermes è stato uno scrittore importante che scelse di scrivere in provenzale.
Paul-Louis Grenier, di Chambon sur Vouèize, descrive l'Alvernia settentrionale con la Chanson de Combralha, e la Dama a l'Unicòrn.
Nello stesso periodo, la letteratura patoisante si perpetua, e numerose pubblicazioni utilizzano l'ortografia francese. Antoine Bertrand, di Brioude, pubblica nel 1920 i suoi Contes de Brivadés.
Negli anni '70, l'occitanismo fa la sua apparizione nell'Alvernia con il Cercle Occitan d'Auvergne. L'adattamento della grafia classica viene realizzata da Pierre Bonnaud, un geografo dell'Università di Clermont. Vengono pubblicati grammatiche e manuali scolastici e appaiono nuovi autori.
Dei dissensi costrinsero Pierre Bonnaud ad adottare un punto di vista diverso dall'occitanismo e a tentare di elaborare l'alverniate come una lingua separata. Il Cercle occitan d'Auvergne diventa Cercle Auvernhe Tara d'Òc e poi Cercle Terre d'Auvergne. Fa la sua apparizione la rivista Bizà Neira. I più celebri autori che utilizzano la grafia sviluppata da Pierre Bonnaud sono Bonnaud stesso e Andrée Homette.
L'occitanismo rimane attivo intorno alla figura di Roger Teulat, uno esperto di letteratura dell'Università di Clermont, e all'associazione Piaron Pinha di Thiers diretta da Étienne Coudert. Teulat pubblica Quasèrns de linguistica occitana, una rivista sulla tecnica linguistica e la codificazione dell'occitano, con importanti articoli sull'occitano settentrionale. Coudert pubblica il trimestrale Parlem!, che in seguito si fonderà con la rivista dell'Alta-Alvernia Vai-i qu'as paur! Dopo un'importante raccolta di racconti popolari (Cherchapaïs), sono presentati nell'antologia A fonts mescladas la maggioranza degli autori moderni (Antoine Chapus, Étienne Coudert, François Cognéras, Josy Guillot). Pubblicazioni recenti riguardano raccolte di novelle di Jean Roux e Josy Guillot.

### Raccolte antiche
(in ordine cronologico)
- Abbé Caldaguès, Raccolte di poesie alverniati, Clermont, 1733;
- Joseph Pasturel, Poesie alverniati, Riom, 1733;
- François Pesant, Noëls, Clermont, 1739
- Abbé Labouderie, La parabola del fligliuol prodigo, in patois alverniate, Parigi, 1825;
- Albert Dauzat, Contributo alla letteratura orale della Bassa Alvernia, Studio suddiviso in quattro parti : racconti e leggende, canzoni e bourrée, canti natalizi e preghiere, proverbi, detti e formulette. Arie annotate, parole in patois con la traduzione in francese, 1938, in-8°, 120 pp.

### Poeti
- Pierre Biron « Norib » (1861-1941), La moustiara, Garba de pouemos, Noubèlo garbo de pouemos (numerose poesie sparse in particolare pubblicate sul giornale Le Courrier d'Auvergne) ;
- Joan de Cabanas;
- Louis Delhostal (1877-1933), felibrista cantaliano;
- Amable Faucon, La Henriade di Voltaire, messa in versi burleschi da Faucon, Riom ; 1798; Il racconto delle due pernici;
- Jean Marie Gaston (1912-), Vielhs moulets e bielhos cansous, Lo consou de Piorrounèl, Cur d'Oubernhat ;
- Roy Gelles, Le Tirage, poema, Clermont, 1836; Il sindaco competente; Clermont, 1841 ;
- Camille Gandilhon Gens d'Armes;
- Fernand Prax (18??-1980), Historios de toutos menos, Mes pouemos ;
- Ravel, La Paysade, poema eroico;